# Narasapur
Narasapur (o Narsapur) è una suddivisione dell'India, classificata come municipality, di 58.508 abitanti, situata nel distretto del Godavari Occidentale, nello stato federato dell'Andhra Pradesh. In base al numero di abitanti la città rientra nella classe II (da 50.000 a 99.999 persone).

## Geografia fisica
La città è situata a 16° 26' 60 N e 81° 40' 0 E e ha un'altitudine di 2 m s.l.m..

## Società

### Evoluzione demografica
Al censimento del 2001 la popolazione di Narasapur assommava a 58.508 persone, delle quali 28.887 maschi e 29.621 femmine. I bambini di età inferiore o uguale ai sei anni assommavano a 6.189, dei quali 3.131 maschi e 3.058 femmine. Infine, coloro che erano in grado di saper almeno leggere e scrivere erano 43.740, dei quali 22.612 maschi e 21.128 femmine.